# Doc Severinsen
Carl Hilding Severinsen, detto Doc (Arlington, 7 luglio 1927), è un trombettista e direttore d'orchestra statunitense.
Conosciuto principalmente per aver guidato, durante un arco di tempo di trent'anni, l'orchestra del famoso programma televisivo The Tonight Show, il talk-show statunitense trasmesso dalla NBC. La peculiarità del suo stile sta nella padronanza assoluta del registro acuto, che riesce ad eseguire con uno straordinario controllo e un incredibile effetto melodico.

## Gli inizi
Carl Hilding "Doc" Severinsen è nato il 7 luglio 1927 ad Arlington, piccola cittadina degli Stati Uniti d'America situata sulle sponde del Columbia River, nello Stato dell'Oregon. Figlio di Carl Severinsen (1898-1972), di professione dentista, e di Minnie Mae (1897-1998).
Il padre, soprannominato Big Doc, era violinista di un certo talento e insistette affinché il figlio suonasse il violino, ma il piccolo Severinsen (Little Doc), probabilmente ispirato dall'ascolto della banda di Arlington che sfilava per le strade durante il Memorial Day, chiese al padre di acquistargli un trombone. Nel piccolo negozio di strumenti musicali di Arlington il padre non riuscì a trovare un trombone e il figlio dovette accontentarsi di una tromba. Una settimana più tardi, con l'aiuto del padre e di un piccolo manuale di istruzioni, Carl, che aveva soltanto sette anni, era già abbastanza bravo per essere invitato ad unirsi alla banda del liceo.
All'età di dodici anni Severinsen vinse il prestigioso Music Educator National Contest. Mentre era ancora studente di liceo fu assunto per un periodo affinché suonasse per le strade con il Ted Fio Rito Orchestra, ma il rapporto con la band si interruppe in seguito all'arrivo della Seconda Guerra Mondiale. Dopo aver prestato servizio nell'esercito degli Stati Uniti, Severinsen fece il suo debutto in una trasmissione radiofonica suonando dal vivo musica popolare (Kodl Radio in The Dalles, Oregon). L'era delle big band era in pieno svolgimento e la sua reputazione come solista crebbe rapidamente. Alla fine degli anni '40 fu chiamato a suonare da parecchi artisti famosi, tra cui Noro Morales, Charlie Barnet, Tommy Dorsey e Benny Goodman.

## La lunga esperienza delThe Tonight Show

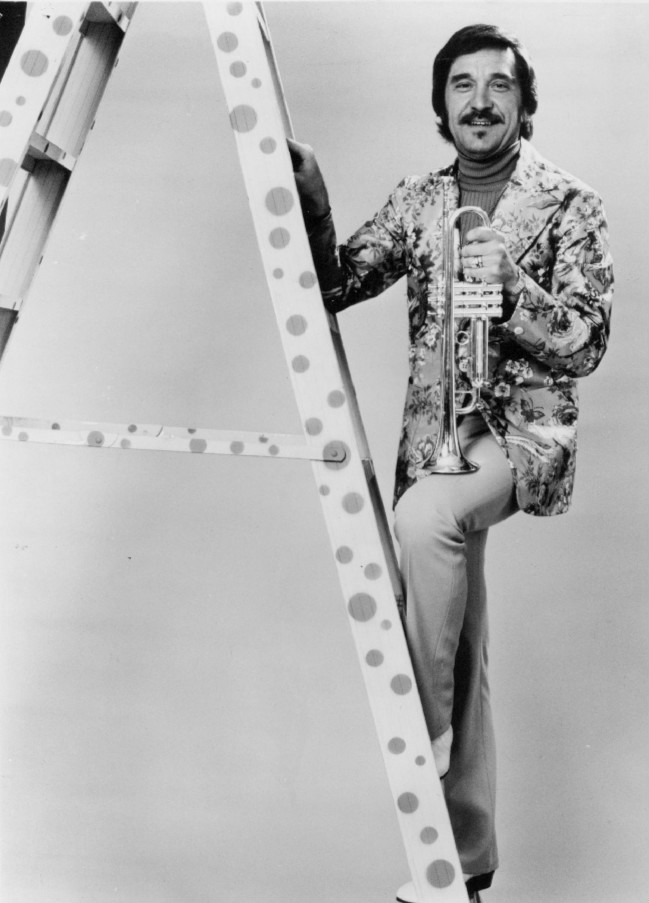
Doc Severinsen in una foto pubblicitaria del 1974 per The Tonight Show

La svolta nella carriera di Severinsen avvenne nel 1949, quando si trasferì a New York e iniziò il suo rapporto di lavoro con il network radiotelevisivo NBC (National Broadcasting Company). A partire dal 1952 iniziò a suonare come prima tromba nella band diretta da Skitch Henderson all'interno della trasmissione televisiva  The Tonight Show, il cui conduttore era Steve Allen.
Nell'ottobre del 1962 la conduzione del talk-show passò nelle mani di Johnny Carson e da questo momento iniziò un intenso e solido rapporto lavorativo che Carson e Severensin condivisero con Ed McMahon, la spalla di Carson durante i talk-show. Il rapporto di fraterno e goliardico cameratismo fu la chiave del successo della trasmissione, che raggiunse picchi d'ascolto mai raggiunti prima. Cinque anni dopo, nel 1967, Severinsen divenne direttore dell'orchestra, conquistando in breve tempo una grande notorietà e distinguendosi davanti al pubblico televisivo per il suo modo di vestire molto appariscente. Sotto la direzione di Severinsen l'orchestra divenne in breve tempo la big band più conosciuta dal pubblico televisivo americano. La band realizzava le sigle degli sketch, le musiche di scena, le sigle di presentazione per gli ospiti, le musiche di intermezzo durante le pause delle stazioni. Severinsen colse l'occasione per rivisitare brani famosi della musica swing e del jazz, inclusi i classici di Cole Porter, Dizzy Gillespie, e altri.
In qualche occasione Severinsen sostituiva Ed McMahon come spalla di Carson e la direzione dell'orchestra veniva affidata a Tommy Newsom.
Il rapporto tra Severinsen, Carson e McMahon si protrasse fino al 1992, anno di pensionamento di Carson, che lasciò il suo posto al nuovo conduttore Jay Leno. Uscito di scena Carson, Severinsen e McMahon decisero di fare altrettanto, concludendo così la fortunata esperienza televisiva durata ininterrottamente per trent'anni.
Nel periodo immediatamente successivo Severinsen si dedicò all'insegnamento, continuando le sue apparizioni in diversi paesi. Nel febbraio del 2015 Severinsen è apparso nuovamente al talk-show nella diretta di Los Angeles condotta da Jimmy Fallon. Lo spettacolo ha ripercorso la trentennale carriera del trombettista americano riproponendo alcuni dei suoi successi e promuovendo il tour nazionale di Severinsen con la sua band.

## Carriera discografica e direzioni d'orchestra

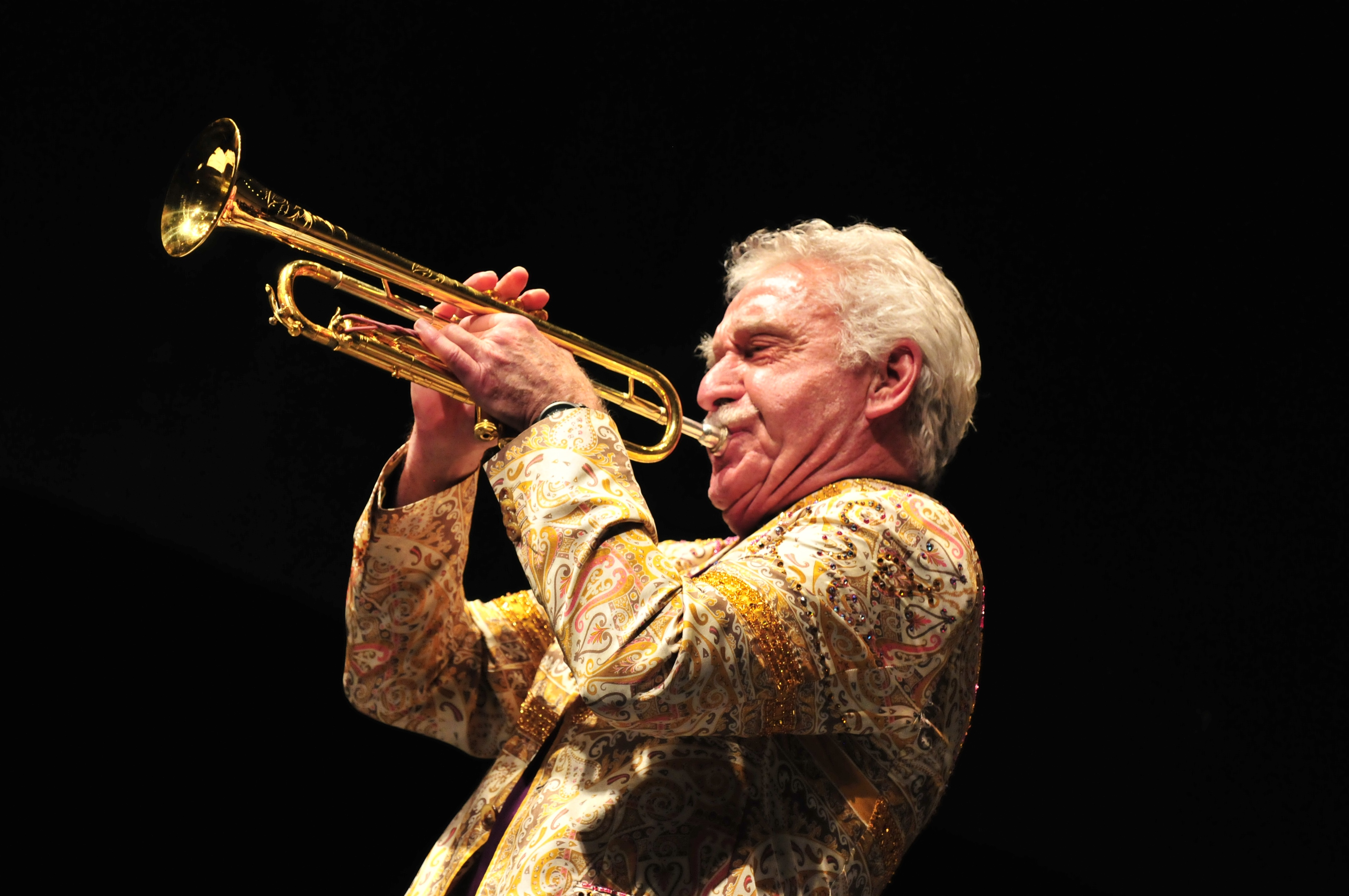
Doc Severinsen suona con la band The U.S. Army Blues

Nel periodo che va dalla fine degli anni '50 ai primi anni '70 Severinsen realizzò una serie di album di jazz classico, principalmente swing e bebop, ma anche jazz fusion, esibendosi in assoli molto melodici. In questo periodo suonò come prima tromba registrando diversi album con la casa discografica Command di Enoch Light. A partire dagli anni '70 e fino ai primi anni '90 pubblicò diversi album con il nome The Tonight Show Band with Doc Severinsen. Registrò i suoi album con importanti case discografiche, come RCA, Epic, ABC Records, e con diverse orchestre, come la Cincinnati Pops Orchestra e la National Philharmonic Orchestra di Londra.
Coprì l'incarico di direttore per diverse orchestre americane prima e dopo la sua permanenza al  The Tonight Show, come la Phoenix Symphony Orchestra, l'Orchestra Sinfonica del Colorado, la Milwaukee Symphony Orchestra, l'Orchestra del Minnesota, la Buffalo Philharmonic Orchestra e la Pacific Symphony Orchestra.
Partecipò a molte sessioni di registrazione in studio, spaziando attraverso vari generi musicali, dal pop al rock, dalla musica classica al rhythm and blues. Diresse inoltre la New York Pops Orchestra presso la famosa Carnegie Hall di New York.

## Severinsen in Messico
Nel 2006 Severinsen si trasferì in Messico e conobbe il chitarrista Gil Gutierrez, con il quale intraprese un nuovo percorso musicale. Suonarono regolarmente in tour con il gruppo chiamato The San Miguel Five, precedentemente noto come El Ritmo De La Vida. Suonò una varietà eclettica di generi musicali, tra cui musica classica spagnola, gypsy jazz e latino, ballate americane. Nel febbraio 2012 il gruppo venne chiamato con breve preavviso per sostituire Marvin Hamlisch in un concerto con la Nashville Symphony.

## Vita privata

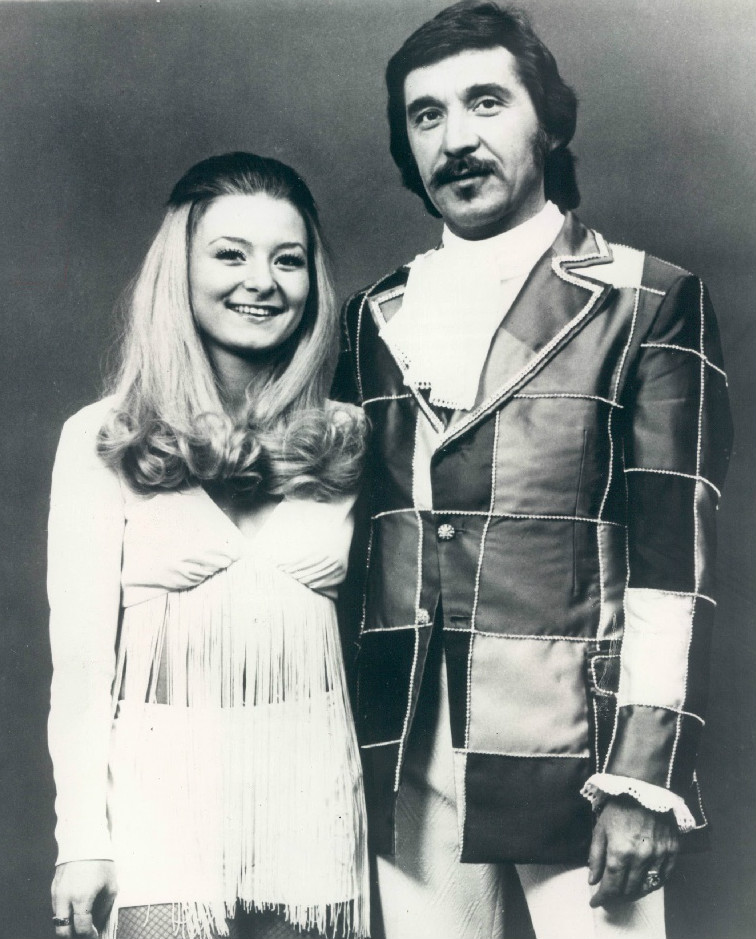
Doc Severinsen con la figlia Nancy nel 1974

Severinsen ha 5 figli: Nancy, Judy e Cindy, nati dal primo matrimonio, Robin e Allen, nati dal secondo matrimonio. Ha anche otto nipoti, tra cui Blaire e Gray Reinhard, che realizzano e suonano musica rock e pop con la Blaire Reinhard Band. Severinsen è stato sposato tre volte. L'autrice televisiva e produttrice Emily Marshall è la sua terza moglie, con la quale è sposato dal 1980. Si sono conosciuti quando Emily lavorava come segretaria al The Tonight Show.

## Le trombe di Severinsen
Il nome di Severinsen è così famoso che alcuni produttori hanno deciso di realizzare trombe che portano il suo nome, come nel caso della Getzen Eterna Severinsen o della Conn 1000B Doc Severinsen. Una numerosa serie di bocchini per tromba è stata realizzata nello stesso modo. Scelte dettate dal marketing che hanno contribuito a rendere famosi alcuni modelli di trombe e i relativi marchi.
Severinsen ha sempre dimostrato grande interesse nella progettazione delle trombe, contribuendo egli stesso alla realizzazione di alcuni modelli divenuti molto famosi. Ha cercato per diverso tempo un partner con il quale realizzare il suo sogno di produrre trombe personalizzate di alta qualità, fino a quando ha conosciuto il produttore Steve Shires. Severinsen ha collaborato attivamente con Steve Shires nella realizzazione di trombe personalizzate (compresa la Destino Generation 3)  per la S.E. Shires Company, che ha prodotto strumenti interamente realizzati in casa.

## Riconoscimenti
Nel 1997 riceve un Grammy Award per la miglior performance strumentale-Big Band per il suo disco Doc Severinsen and The Tonight Show Band-Volume I. Viene nominato Pops Conductor Emeritus in Milwaukee e Pops Conductor Laureate in Minnesota. Viene anche nominato Distinguished Visiting Professor of Music e Katherine K. Herberger Heritage Chair for Visiting Artists at Arizona State University School of Music nel 2001 e 2002. Nel 2014 viene inserito nella Scandinavian-American Hall of Fame assieme a Sig Hansen e al cantante Bobby Vee.

## Discografia
- 1959:	Doc Severinsen And Friends (Everest Records)
- 1960: A String of Trumpets with Billy Mure (Splash)
- 1961:	Tempestuous Trumpet (Command Records)
- 1962:	The Big Band's Back in Town (Command Records)
- 1963:	Torch Songs for Trumpet (Command Records)
- 1965:	High, Wide & Wonderful (Command Records)
- 1966:	Fever (Command Records)
- 1966:	Command Performances (Command Records)
- 1966:	Carl Doc Severinsen With Center High School Band, University Of Kansas Brass Choir - “Doc” Severinsen Concert (Audio House)
- 1966:	College Of Emporia With “Doc Severinsen – College Of Emporia	Presents “Accent On Doc” (Audio House)
- 1967:	The New Sound of Today's Big Band (Command Records)
- 1967:	Swinging And Singing (Command Records)
- 1967:	Live!: The Doc Severinsen Sextet (Command Records)
- 1968:	Doc Severinsen And Strings (Command Records)
- 1969:	The Great Arrival (Command Records)
- 1970:	Doc Severinsen's Closet (Command Records)
- 1971:	Sixteen Great Performances (ABC Records)
- 1971:	Brass Roots (RCA Victor)
- 1972:	Brass on Ivory – Henry Mancini & Doc Severinsen (RCA Victor)
- 1972:	Doc (RCA Victor)
- 1973:	Rhapsody for Now! (RCA)
- 1973:	Doc (ABC Records, Command Records) – Doppio LP
- 1973:	Trumpets & Crumpets & Things (ABC Records)
- 1973:	Brass, Ivory & Strings – Henry Mancini & Doc Severinsen (RCA)
- 1976:	Night Journey (Epic)
- 1977:	Brand New Thing (Epic)
- 1978: Doc Severinsen And Friends (Everest, Archive of Folk & Jazz Music)
- 1978:	Live From Beautiful Downtown Burbank (Direct-Disk Labs)
- 1980:	Doc Severinsen With The National Philharmonic Orchestra Of London (Firstline Records, Realistic)
- 1980:	Seductive Strings – George Siravo Featuring Doc Severinsen (Bainbridge Records)
- 1982:	The Best of Doc Severinsen (MCA Records)
- 1985:	Doc Severinsen & Xebron (Passport Jazz)
- 1986:	The Tonight Show Band With Doc Severinsen, Vol. 1 (Amherst Records)
- 1986:	Summit Brass - Episodes (Pro Arte)
- 1987:	The Tonight Show Band With Doc Severinsen, Vol. 2 (Amherst Records)
- 1988:	Facets (Amherst Records)
- 1990:	Trumpet Spectacular – Erich Kunzel, Cincinnati Pops Orchestra (Telarc Distribution)
- 1991:	Doc Severinsen & The Tonight Show Band - Once More... With Feeling! (Amherst Records)
- 1991:	Merry Christmas from Doc Severinsen and the Tonight Show Orchestra (Amherst Records)
- 1992:	Unforgettably Doc (Telarc Distribution)
- 1992:	Good Medicine (compilation di brani dal 1971 al 1973)
- 1992:	Doc Severinsen and Friends (Universal Special Products)
- 1992:	Lullabies and Goodnight (Critique Records)
- 1992:	Ja-Da (MCA)
- 1993:	Two Sides of Doc Severinsen (The Right Stuff)
- 1997:	The Very Best of Doc Severinsen (Amherst Records)
- 1999:	Swingin' the Blues (Azica)
- 2010:	El Ritmo De La Vida  - con Gil Gutierrez e Pedro Cartas (Tejate Records)
- 2010:	En Mi Corazon - con Gil Gutierrez e Pedro Cartas (Tejate Music)
- 2010:	Stardust (digital download)
- 2013:	Tempestuous Trumpet, The Big Band's Back in Town (compilation di brani 1960 e 1961) (Sepia Records) (digital download)
- 2014: Oblivion (Tejate Music)
- 2014: Prime Time – Alan Baylock Jazz Orchestra & Doc Severinsen (digital download)

La discografia di Doc Severinsen comprende una serie di dischi registrati dal vivo nei quali Severinsen ha suonato con altri artisti in qualità di leader o sideman, e riedizioni di album di successo non inserite nel suddetto elenco, disponibili su CD in versioni rimasterizzate digitalmente o scaricabili direttamente dal web.